# 康白尼之圍
康白尼之圍（英語：Siege of Compiègne）發生在1430年，是聖女貞德最後的軍事行動。貞德在1430年5月23日在鎮外進行游擊時遭勃艮地公国俘虜，為她的軍事領袖生涯劃下句點。雖然這是一場小規模的圍城戰，但是就政治和軍事兩方面來說，失去聖女貞德這位法國當時最具傳奇性及領導才能的指揮官，是百年戰爭的一大重要事件。

## 背景
在百年戰爭後期，由於阿馬尼亞克派與勃艮地派內戰，政治上獨立的勃艮地公爵好人菲利普，和英國攝政王貝德福德公爵（年幼的亨利六世之叔叔）建立同盟。自同盟成立後十年間已經征服了大部分法國北部地區。但在1429年於羅亞爾河地區受到聖女貞德與阿朗松公爵重振的法軍重重打擊。
1429年6月18日，法軍在帕提重挫英軍，並持續向北推進到蘭斯，為法王查理七世加冕，在這過程中幾乎沒有受到英軍的抵抗，沿路城鎮主動向法軍投降。康白尼地處於巴黎北部，原先是由勃艮地派控制，不在法軍的移動路徑上，但在查理七世加冕後和周邊城鎮一起向他宣誓效忠。

## 過程

### 準備階段
1430年3月法國王室得知勃艮地公爵好人菲力普打算對康白尼發動圍攻。克莱蒙伯爵夏爾向康白尼捎信，表達根據合法條文康白尼屬於勃艮地公爵，並要求投降。城裡的居民強烈反對克莱蒙伯爵的主張，法軍駐地指揮官弗拉維的紀堯姆下令城市備戰。
4月4日，利尼伯爵盧森堡的約翰率領先鋒部隊出發。勃艮地公爵好人菲利普在4月22日自佩羅訥出發。同時貝德福德公爵在加萊等候英王亨利六世駕到。亨利六世此時只是剛完成加冕的九歲男孩。
好人菲利普計劃重新掌控瓦茲河周邊的城鎮，貝德福德支持他的計劃以保護仍被同盟控制的法蘭西島和巴黎。5月6日法王查理七世認知到必須派遣軍隊來防守城市。
早在三月初，聖女貞德已經嗅到危機並私下為戰爭做準備，但是自前一年9月攻擊巴黎失敗以來，她就沒有被賦予實質的軍隊指揮權。4月，她集結了一支3~400人的自願軍，可能在未知會法王的情形下向康白尼出發，在5月14日抵達城市。

### 戰鬥
貞德抵達後的隔日發生數場小規模戰鬥。兩日後，路易·德·弗拉維隊長逃離受到炮擊的舒瓦西欧巴克，來到康白尼尋求庇護。5月18日貞德嘗試到蘇瓦松奇襲勃艮地派，但蘇瓦松的居民拒絕讓她們入城，並在隔日宣布與勃艮地同盟。
貞德改變計劃，和紀堯姆合作在马尔尼莱贡比涅襲擊勃艮地派，在前哨部隊遠離主力部隊時發動攻擊。盧森堡的約翰在調查地區的時候意外發現貞德的攻擊而呼叫援軍。援軍的數量大幅超過貞德的人手，因此她下令撤退，並由她親自在遠離部隊的位置殿後。

### 貞德被俘虜
接下來的情況在學界存有爭議。康白尼城門在所有法軍撤回城內前便關閉。這對於防止勃艮地軍進入城內是相對合理的決定，尤其是在對方已經控制橋梁另一端的情形下。但也有可能是紀堯姆對貞德的背叛行為。根據美國史家凱利·德弗里斯的說法，無論紀堯姆當時是為何目的，他的行為都斷絕了貞德在那天逃脫的可能性。法軍的殿後部隊留在城外，沒有選擇只能讓勃艮地軍俘虜。
她向利尼伯爵的部下，旺多姆伯爵路易一世的私生子李諾投降。雖然紀堯姆最終成功守住康白尼，但對於他害貞德遭俘的控訴，使紀堯姆的仕途逐漸走下坡。

## 腳註

### 引用資料
1. ↑  Barker 2012，第152頁.
2. 1 2  Barker 2012，第146頁.
3. ↑  DeVries 1999，第132–3頁.
4. ↑  Pernoud & Clin 1998，第83頁.
5. 1 2  Pernoud & Clin 1998，第84頁.
6. ↑  Pernoud & Clin 1998，第83–85頁.
7. ↑  Pernoud & Clin 1998, p. 86.
8. ↑  Pernoud & Clin 1998，第86–87頁.
9. ↑  DeVries 1999，第170頁.
10. ↑  Pernoud & Clin 1998，第88頁.
11. ↑  DeVries 1999，第173頁.